# Anton Ulrich von Holzhausen

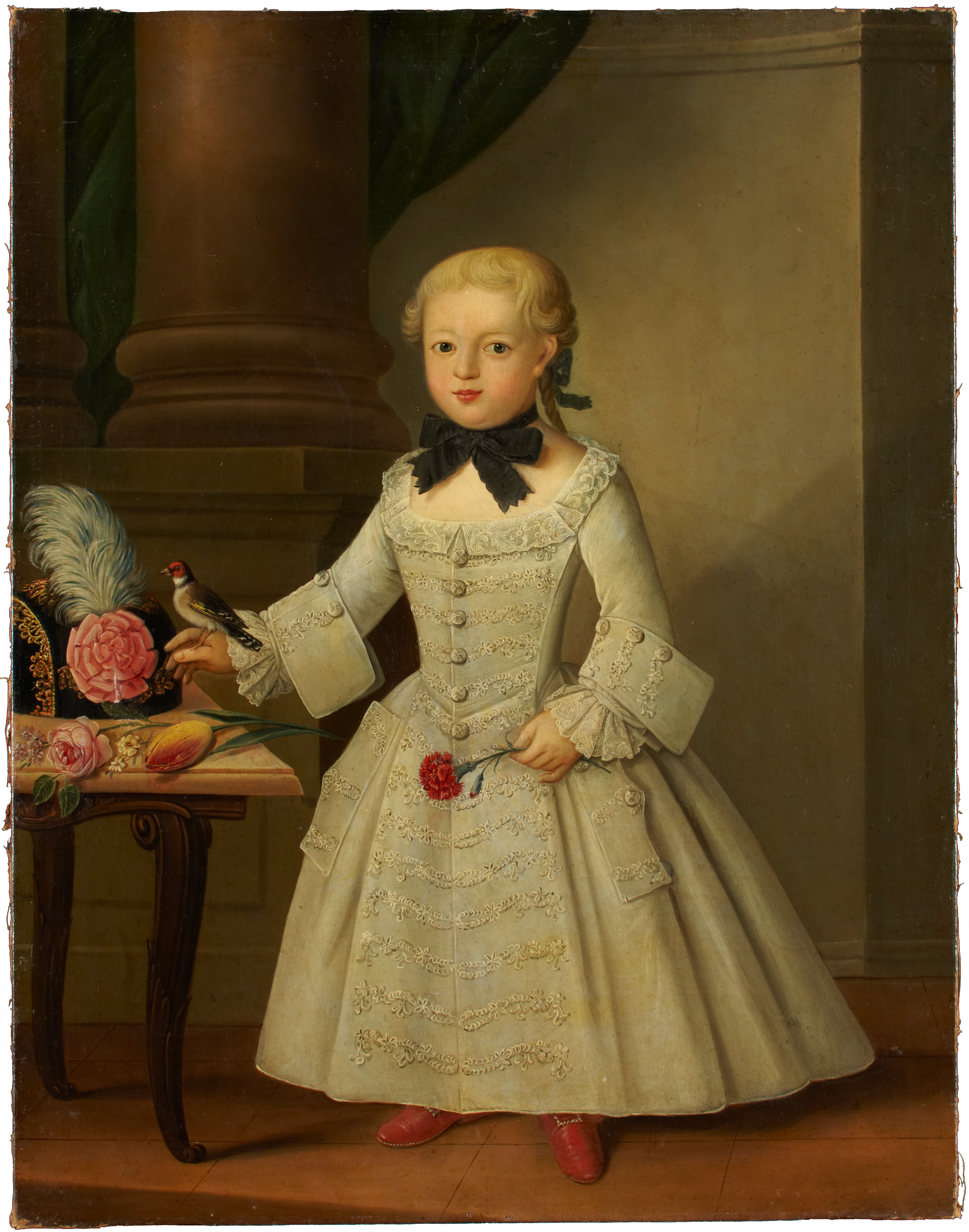
Bildnis des Anton Ulrich von Holzhausen. Ca. 1758–1759

Anton Ulrich Carl von Holzhausen (* 30. Juni 1754 in Münster am Stein; † 30. August 1832 in Frankfurt am Main) war ein Ratsherr und Bürgermeister der Stadt Frankfurt am Main.

## Leben und Werk
Anton Ulrich von Holzhausen war der Sohn von Hieronymus Georg von Holzhausen (1726–1755) und der Caroline geb. Geispitzheim (1727–1768). Er studierte Rechtswissenschaft in Göttingen und diente danach zunächst dem Hause Nassau-Usingen als Regierungsassessor und Regierungsrat. 1778 wurde er als Ratsherr nach Frankfurt am Main berufen, wo er Assessor des Jüngeren Bürgermeisters wurde. 1785 wurde er zum Schöffen und Deputierten der Schatzung ernannt, der Frankfurter Finanzbehörde.
Im Juli 1796 belagerten französische Revolutionstruppen unter General Jean-Baptiste Kléber Frankfurt. Da die Stadt von österreichischen Truppen besetzt gehalten wurde, fuhr die französische Armee Geschütze auf den Anhöhen nördlich der Stadt, zwischen Eschenheimer Tor und Allerheiligentor, auf. Um den österreichischen Kommandeur Graf Wartensleben zur Kapitulation zu zwingen, ließ Kléber die Stadt vom 12. Juli bis zum 14. Juli mehrfach beschießen. Vor allem der Nordteil der Frankfurter Judengasse und das Viertel um die Konstablerwache wurden getroffen und gerieten in Brand. Zahlreiche Häuser wurden vollkommen zerstört. Die österreichischen Besatzer mussten daraufhin kapitulieren, und die französischen Truppen besetzten die Stadt und belegten sie mit einer Kontribution von sechs Millionen Franken. Als zusätzliche Repressalie wurden angesehene Bürger, darunter Holzhausen, als Geiseln genommen und nach Paris gebracht, bis die Kontribution erlegt war.
1800 wurde er erstmals zum Älteren Bürgermeister der Freien Reichsstadt gewählt, später nochmals für das Jahr 1806. Er war somit der letzte Ältere Bürgermeister der Freien Reichsstadt Frankfurt, die mit dem Ende des Heiligen Römischen Reiches ihre Reichsunmittelbarkeit verlor und dem neu gegründeten Fürstentum Aschaffenburg des Fürstprimas Carl Theodor von Dalberg zugeschlagen wurde. Dieser ernannte Holzhausen zum Schöffen des neuen Appellationsgerichtes und später zum Großherzoglichen Kammerherrn.
Mit dem Ende des kurzlebigen Großherzogtums Frankfurt und der Wiederherstellung der Freien Stadt Frankfurt trat Holzhausen als Schöffe in den Senat der Freien Stadt ein, übernahm aber später kein höheres Amt mehr.
Holzhausen war Mitglied der Patriziergesellschaft Alten-Limpurg. Im Auftrag dieser Ganerbschaft führte er das Wappenbuch des Hauses Limpurg fort, das im Holzhausen-Archiv im Institut für Stadtgeschichte überliefert ist. Er war zudem Freimaurer in der Loge Zu den drei Disteln (seit 1778) und der Loge zur Eingkeit.
Er besaß eine große Kunst- und Gemäldesammlung, die er 1820 versteigern ließ. 1815 wurde er Ritter des hohenzollernschen Hausordens St. Johannis vom Spital zu Jerusalem.
Holzhausen starb am 30. August 1832 in Frankfurt und wurde in der Familiengruft auf dem Hauptfriedhof begraben.